# Aveuglement (châtiment)

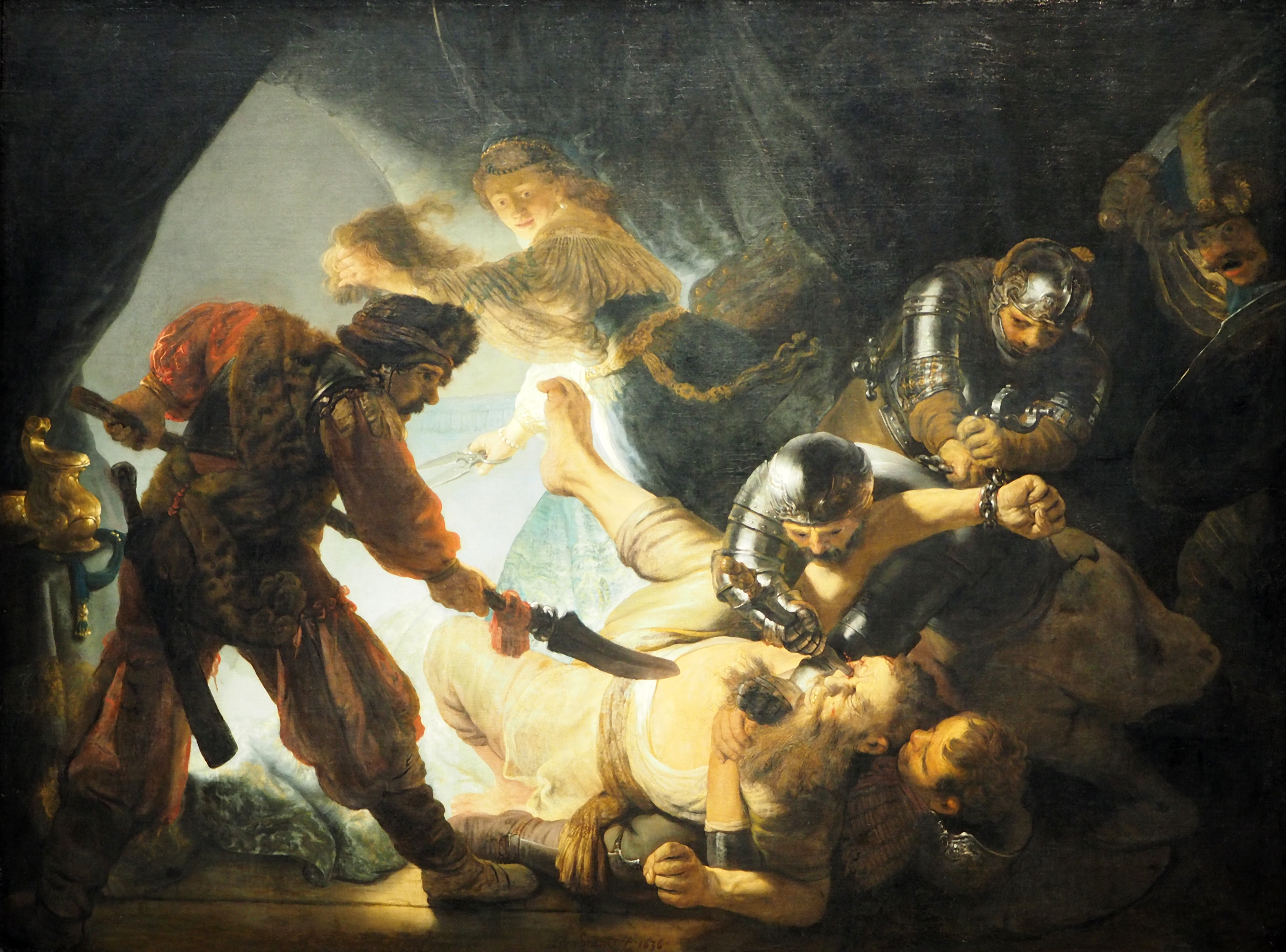
L'Aveuglement de Samson, Rembrandt, 1636, Städel, Francfort.

L'aveuglement est un type de châtiment corporel qui se traduit par une perte complète ou partielle de la vision. Il est utilisé comme un acte de vengeance et de torture ou comme châtiment pénal.
La méthode remonte à l'Antiquité, elle est accomplie en arrachant ou en crevant les yeux, parfois en utilisant un tisonnier incandescent, ou en versant une substance en ébullition, tels que le vinaigre, sur ces derniers. Au Moyen Âge, l'aveuglement est utilisé comme une punition pour trahison ou comme un moyen de rendre un adversaire politique incapable de gouverner et conduire une armée en temps de guerre. Le châtiment était parfois combiné à la castration, double mesure qui détruisait l'homme tout en lui laissant une vie dépourvue de qualités humaines.
À l'époque contemporaine, l'aveuglement survit comme une forme de punition dans certains pays, en particulier dans le cadre de la loi de la charia, notamment en vertu du principe du qisas.

## Quelques précédents historiques
La mythologie grecque fait plusieurs références à l'aveuglement comme un châtiment divin, reflétant la pratique humaine. Par exemple, Œdipe crève ses propres yeux après avoir accompli accidentellement la prophétie annonçant qu'il finirait par tuer son père et épouser sa mère. Dans la Bible, Samson est aveuglé lors de sa capture par les Philistins et est condamné à tourner la meule de la prison.
Les premiers chrétiens étaient souvent aveuglés pour les punir de leurs croyances. Par exemple, les tortionnaires de sainte Lucie lui arrachèrent les yeux. 
Le général byzantin Bélisaire (vers 500-565) aurait selon la légende été aveuglé sur ordre de l'empereur Justinien et serait devenu mendiant. En 713, Philippicos est le premier empereur byzantin à subir l'aveuglement, pratique qui sera utilisée jusqu'à la fin de l'empire. En 1014, l'empereur byzantin Basile II aveugle 99 % des 15 000 Bulgares capturés lors de la bataille du Kleidion, laissant 150 hommes borgnes pour les ramener à leur commandant, cet épisode lui vaut d'être surnommé le « tueur de Bulgares »,. Selon certains récits de l'histoire, le tsar de Bulgarie Samuel meurt d'apoplexie devant l'arrivée de cette troupe.
En avril 818, Bernard d'Italie, petit-fils de Charlemagne est condamné à l'aveuglement au fer incandescent par son oncle Louis le Pieux. Il meurt deux jours après ce supplice.
En 1032, Vazul, membre de la Maison royale Árpád, se soulève contre son cousin le roi Étienne Ier de Hongrie, après avoir été écarté de la succession par ce dernier, mais sa tentative de coup d'État échoue et il se fait crever les yeux en guise de châtiment.
En 1042, l'empereur byzantin Michel V est renversé et capturé par la foule qui rétablit sur le trône les sœurs Zoé et Théodora Porphyrogénète de la dynastie macédonienne. L'empereur déchu et son oncle, Constantin, ont les yeux crevés avant d'être exilés dans des monastères.
Au XIe siècle, Guillaume le Conquérant remplace la peine de mort par l'aveuglement et la castration dans l'Angleterre conquise, jugeant la peine de mort trop légère. Henri Ier d'Angleterre aveugle Guillaume de Mortain, qui avait combattu contre lui à Tinchebray en 1106.
En 1112, après des années de lutte fratricide pour le pouvoir entre Boleslas III Bouche-Torse et Zbigniew de Pologne, ce dernier est autorisé à retourner en Pologne après avoir été exilé, mais est rapidement accusé de trahison, puis se fait crever les yeux, ce dont il mourra rapidement.
Vers 1115, le prince Álmos de Hongrie, après s'être rebellé plusieurs fois contre son frère le roi Coloman de Hongrie, se fait crever les yeux, ainsi que son fils de quatre ans Béla (futur Béla II l'Aveugle de Hongrie) et plusieurs dignitaires gagnés à sa cause, par « mesure de clémence »,.
En 1204, après le sac de Constantinople, l'empereur byzantin déchu Alexis III Ange reçoit à Mosynopolis son successeur indirect, Alexis V Doukas, s'en empare par surprise et le fait aveugler. Alexis Doukas est ensuite renvoyé à Constantinople où il est condamné à mort et exécuté par les croisés.
En 1261, la reprise de Constantinople par Michel Paléologue, souverain de l'empire de Nicée, conduit au rétablissement de l'Empire byzantin et à la destruction du quartier vénitien, les citoyens vénitiens alors capturés subissent le châtiment de l'aveuglement.